# Lucas Grabeel
Lucas Stephen Grabeel (Springfield, 23 de novembro de 1984) é um ator, cantor, produtor, dançarino, compositor e diretor norte-americano. É conhecido por interpretar Ryan Evans na franquia High School Musical, Ezra Chase em The Adventures of Food Boy (2008) e Ethan Dalloway na terceira e quarta temporada das séries Halloweentown High (2004) e Return to Halloweentown (2006). Também apareceu como um jovem Lex Luthor e Conner Kent na série Smallville. Ele interpretou Toby Kennish no drama Switched at Birth, da ABC Family, além de ter fornecido a voz do deputado Peck na série Sheriff Callie's Wild West, do Disney Junior.

## Vida
Grabeel nasceu em Springfield, Missouri, em 23 de novembro de 1984, filho de Jean (nascida Harman) e Stephen Grabeel. Antes de mudar-se para a Escola Secundária de Kickapoo, em Springfield, em 2003, ele cursou a Escola Elementar Média e Média de Logan-Rogersville. Ele também tocou bateria para uma igreja local e iniciou um grupo de cantores a cappella em Kickapoo chamado No Treble. Na escola, encontrou paixões no violão e no acordeão enquanto também desfrutava da dança. Ele sabe dançar nos estilos de jazz, balé, hip hop e sapateado. Em Rogersville, ele frequentava regularmente a Igreja Batista do Harmony, onde fazia parte dos grupos de crianças e jovens. Durante o verão de 2002, frequentou a Academia de Belas Artes do Missouri (MFAA) na Missouri State University. Em uma carta escrita para protestar com a eliminação da MFAA, Grabeel declarou: "Eu não estaria onde estou se não fosse meu tempo na MFAA". Seu tempo lá, como ele se refere a isso, é o que o levou a mudar para Los Angeles e seguir uma carreira de ator.
Após sua graduação, Grabeel mudou-se para Los Angeles para trabalhar como ator. Depois de dois meses morando lá, conseguiu seu primeiro papel na televisão em um comercial de creme dental e depois acabou estrelando comerciais para marcas como Lego e Hot Wheels.
Sua companheira é Emily Morris.[carece de fontes?]

## Carreira

### 2004–08: Início e High School Musical
Em 2004, estrelou seu primeiro papel no cinema como Ethan Dolloway na terceira parte da série Halloweentown High. Posteriormente, reprisou esse papel na quarta parte da série Return to Halloweentown. Grabeel fez aparições de televisão em séries de TV como Boston Legal, 'Til Death e Veronica Mars. Em Smallville, ele retratou um jovem Lex Luthor. Já em 2006, foi escalado para o papel de Ryan Evans, o irmão gêmeo fraternal de Sharpay Evans (interpretada por Ashley Tisdale), no filme High School Musical, do Disney Channel. Grabeel reprisou seu papel nas sequências High School Musical 2 e High School Musical 3. Em 2007, juntou-se a Vanessa Hudgens, Ashley Tisdale, Corbin Bleu e Monique Coleman na turnê High School Musical: The Concert. No começo de 2009, a Billboard acreditava que a faixa de Grabeel e Tisdale, "I Want It All", deveria ser indicada para um Óscar na categoria Melhor Canção Original; no entanto, a música não chegou à lista final. Durante seu tempo na franquia High School Musical, Grabeel (junto com seus colegas de elenco) teve um total de seis faixas na Billboard Hot 100.
Além disso, ele foi o primeiro artista a estrear na Billboard Hot 100 com duas novas entradas simultâneas em uma semana. Enquanto estava no Disney Channel, Grabeel também participou do primeiro Disney Channel Games e foi co-capitão do time verde junto com Ashley Tisdale, Mitchel Musso, Miley Cyrus, Emily Osment e Kyle Massey. Um ano depois, ele voltou para repetir sua capitania do time verde com Dylan Sprouse, Miley Cyrus, Monique Coleman e Brandon Baker. Outros projetos de filmes em que Grabeel esteve envolvido incluem a animação At Jesus 'Side, onde ele expressou um cachorro chamado Jericho. Ele também participou do filme Alice Upside Down como o personagem de Lester McKinley, baseado na obra literária "Alice", de Phyllis Reynolds Naylor. Além de seu envolvimento nas trilhas sonoras de High School Musical, Grabeel gravou uma música chamada "You Know I Will" para a trilha sonora de The Fox and the Hound 2 e também gravou sua própria versão da faixa "Go the Distance", de Michael Bolton, que foi criada para o filme Hércules. A versão de Grabeel esteve no álbum DisneyMania 5.
Em 2007, Grabeel co-escreveu e gravou uma música chamada "You Got It", que foi lançada na iTunes Store em 19 de agosto, enquanto o videoclipe acompanhante foi lançado em seu site oficial. Grabeel também gravou outra música original chamada "Trash Talkin", que foi lançada em 15 de novembro de 2008 no YouTube. Nesse ano ele também apareceu no filme Milk, uma biografia sobre o assassinato do ativista dos direitos LGBT Harvey Milk. Grabeel interpretou um amigo e partidário de Milk, o fotógrafo Danny Nicoletta. Ele também interpretou Scooter na comédia College Road Trip, que apresenta outras estrelas da Disney como as atrizes Raven-Symoné, Brenda Song e Margo Harshman. O ator estrelou o filme Lock and Roll Forever ao lado da banda Oreskaband. Grabeel também participou de um episódio do The Cleveland Show.

### 2009–presente: Switched at Birth e outros projetos
No início de 2009, Grabeel foi eleito o mais provável para fazer grandes coisas em 2009 pela MTV e teve uma entrevista exclusiva com eles. Ele citou o lançamento de outro videoclipe para sua faixa Get Your Ass On. Ele também mencionou outro projeto de filme, The Legend of the Ninja Dancing, onde interpretou o papel de Tokyo Jones ao lado de David Hasselhoff. Em maio de 2009 ele interpretou o papel no palco de Matt no musical de Harvey Schmidt e Tom Jones, The Fantasticks com Eric McCormack e Harry Groener no Freud Playhouse da UCLA. Grabeel também cantou no show do iTunes I Kissed a Vampire, no qual ele estrela. No início de 2009, apareceu no Southland Theatre Artists Goodwill Event (STAGE), um evento de caridade contra a AIDS, em Beverly Hills, apresentando "I Can't Be Bothered Now", de George and Ira Gershwin. Ele também gravou e lançou uma nova faixa intitulada '135n8' no início de 2014, com o vídeo da música sendo postado na sua conta do YouTube.
Em 2011, apareceu na décima temporada de Smallville como Alexander Luthor / Connor Kent, um clone híbrido com o DNA de Lex Luthor e Clark Kent. Em 2007, interpretou o protagonista Ezra Chase no filme The Adventures of Food Boy, atuando ao lado de Brittany Curran. Desde o verão de 2011, Grabeel tem estrelado o drama da Família ABC, Switched at Birth, no qual ele interpreta o irmão de uma das duas garotas que foram trocadas por engano no nascimento no hospital. Em março de 2012, I Kissed A Vampire foi lançado nos EUA, onde Lucas estrela ao ladoDrew Seeley e Adrian Slade. Em janeiro de 2014, ele forneceu sua primeira voz sobre o papel de uma série animada, o vice-peck em Wild West, do Sheriff Callie. Ele também interpretou o personagem de Gustav in Dragons: Defenders of Berk.

## Outros empreendimentos
Em 2007, Grabeel fundou uma produtora chamada 14341 Productions. Seu papel envolve supervisionar muitos projetos de escrever, dirigir e produzir executivos. A empresa produziu projetos como os curtas-metragens The Real Son, Smoke Break, os videoclipes de "Get Your Ass On" e "You Got It". Eles também produziram um piloto de TV chamado Regarding Beauregard, que foi a estreia na direção de Grabeel. Eles estão atualmente trabalhando em um curta-metragem, The Adventures of Chuckle Boy, e acabaram de lançar um curta-metragem, The Dragon. Seu trabalho estreou no Festival de Cinema de Sundance de 2009.

## Filmografia

### Filmes
| Filmes | Filmes                                  | Filmes                   | Filmes                                      |
| Ano    | Título                                  | Personagem               | Notas                                       |
| ------ | --------------------------------------- | ------------------------ | ------------------------------------------- |
| 2004   | Halloweentown: O Portal                 | Ethan Dalloway           | Filme original Disney Channel               |
| 2005   | Dogg's Hamlet, Cahoot's Macbeth         | Charlie/Gertrude/Ophelia |                                             |
| 2006   | Regresso a Halloweentown                | Ethan Dalloway           | Protagonista, Filme original Disney Channel |
| 2006   | High School Musical                     | Ryan Evans               | Protagonista, Filme original Disney Channel |
| 2007   | High School Musical 2                   | Ryan Evans               | Protagonista, Filme original Disney Channel |
| 2007   | Alice de Cabeça Para Baixo              | Lester McKinley          | Protagonista                                |
| 2008   | Milk (filme)                            | Danny Nicoletta          |                                             |
| 2008   | High School Musical 3: Ano da Formatura | Ryan Evans               | Protagonista                                |
| 2008   | Lock and Roll Forever                   | Donnie                   | Protagonista                                |
| 2008   | At Jesus' Side                          | Jericó (voz)             | Protagonista                                |
| 2008   | As Aventuras do Garoto Comida           | Ezra                     | Protagonista                                |
| 2008   | Como Viajar com o Mala do seu Pai       | Scooter                  | Participação especial                       |
| 2008   | The Real Son                            | Freddie Deasnman         | Protagonista, escritor e produtor executivo |
| 2010   | Dancing Ninja                           | Ikki                     | Protagonista                                |
| 2011   | A Fabulosa Aventura de Sharpay          | Ryan Evans               | Participação especial                       |
| 2012   | I Kissed A Vampire                      | Dylan Knight             | Protagonista                                |
| 2010   | The Legend of the Dancing Ninja         | Nikki                    |                                             |
| 2013   | Chocolate Milk                          | Stan                     | Short film                                  |
| 2014   | Dragon Nest: Warriors' Dawn             | Gerrant                  | Voice role                                  |
| 2014   | Pilot Season                            | Luc                      | Short film                                  |
| 2018   | Little Women                            | Laurie Lawrence          |                                             |

### Televisão Online
| Televisão online | Televisão online   | Televisão online | Televisão online |
| Ano              | Título             | Papel            | Nota             |
| ---------------- | ------------------ | ---------------- | ---------------- |
| 2009 – presente  | I Kissed a Vampire | Dylan Knight     | Protagonista     |

### Televisão
| Ano          | Título                                | Papel                          | Nota                                                         |
| ------------ | ------------------------------------- | ------------------------------ | ------------------------------------------------------------ |
| 2004         | Halloweentown High                    | Ethan Dalloway                 | Television film                                              |
| 2005         | Boston Legal                          | Jason Matheny                  | Episode: "The Ass Fat Jungle"                                |
| 2006         | 'Til Death                            | Pete Pratt                     | Episode: "Pilot"                                             |
| 2006         | Smallville                            | Young Lex Luthor               | Episode: "Reunion"                                           |
| 2005–2006    | Veronica Mars                         | Wanna Score Boy / Kelly Kuzzio | Episodes: "Ahoy Mateys", "Versatile Toppings"                |
| 2006         | Return to Halloweentown               | Ethan Dalloway                 | Television film                                              |
| 2006         | High School Musical                   | Ryan Evans                     | Television film                                              |
| 2007         | High School Musical 2                 | Ryan Evans                     | Television film                                              |
| 2009         | Glenn Martin DDS                      | Singer                         | Voice role; episode: "Deck the Malls"                        |
| 2009         | I Kissed a Vampire                    | Dylan                          | Main role                                                    |
| 2010         | The Cleveland Show                    | Nerd #2                        | Voice role; episode: "Love Rollercoaster"                    |
| 2010–present | Family Guy                            | Chadley / Various characters   | Voice role; recurring role; 20 episodes                      |
| 2010         | CSI: Crime Scene Investigation        | Guillermo Seidel               | Episode: "Field Mice"                                        |
| 2011         | Sharpay's Fabulous Adventure          | Ryan Evans                     | Television film                                              |
| 2011         | Special Agent Oso                     | Uncle Eric                     | Voice role; episode: "On Old MacDonald's Special Song"       |
| 2011         | Smallville                            | Superboy / Kon-El              | Episodes: "Beacon" and "Scion"                               |
| 2011–2017    | Switched at Birth                     | Toby Kennish                   | Main role                                                    |
| 2012         | Robot Chicken                         | Justin Bieber                  | Voice role; episode: "Robot Chicken's ATM Christmas Special" |
| 2013–present | DreamWorks Dragons                    | Gustav                         | Voice role; recurring role; 12 episodes                      |
| 2013         | Pound Puppies                         | Percy                          | Voice role; episode: "Cuddle Up Buttercup"                   |
| 2014–2017    | Sheriff Callie's Wild West            | Deputy Peck                    | Voice role; main role                                        |
| 2014         | Phineas and Ferb                      | Ropey-Face                     | Voice role; episode: "Doof 101"                              |
| 2014         | Chopped                               | Himself                        | Episode: "Chopped Tournament of Stars: Actors"               |
| 2015         | Doraemon                              | Big G                          | Voice role; episode: "Big G's Big Show"                      |
| 2016         | High School Musical: 10th Anniversary | Himself                        | Special                                                      |
| 2016–present | Elena of Avalor                       | Jiku                           | Voice role; recurring role, 5 episodes                       |
| 2017         | Spirit Riding Free                    | Julian                         | Voice role; recurring role, 2 episodes                       |
| 2018         | Pinky Malinky                         | Pinky Malinky                  | Voice role; main role                                        |

## Discografia
| Ano  | Título                                      | Músicas         |
| ---- | ------------------------------------------- | --------------- |
| 2006 | High School Musical                         | Várias          |
| 2006 | High School Musical Edição Especial         | Várias          |
| 2006 | The Fox and the Hound 2                     | You Know I Will |
| 2007 | High School Musical: The Concert            | Várias          |
| 2007 | DisneyMania 5                               | Go the Distance |
| 2007 | High School Musical 2                       | Várias          |
| 2007 | High School Musical Hits Remixed            | Várias          |
| 2007 | High School Musical 2: Non-Stop Dance Party | Várias          |
| 2008 | Alice Upside Down Soundtrack                | Várias          |
| 2008 | High School Musical 3: Senior Year          | Várias          |
| 2008 | Disney Channel Holiday                      | Let It Snow     |
| 2008 | Leaked Track                                | Trash Talkin    |
| 2009 | I Kissed a Vampire                          | Várias          |
| 2011 | Sharpay's Fabulous Adventure Soundtrack     | Várias          |
| 2011 | Sunshine                                    | Todas           |

## Singles

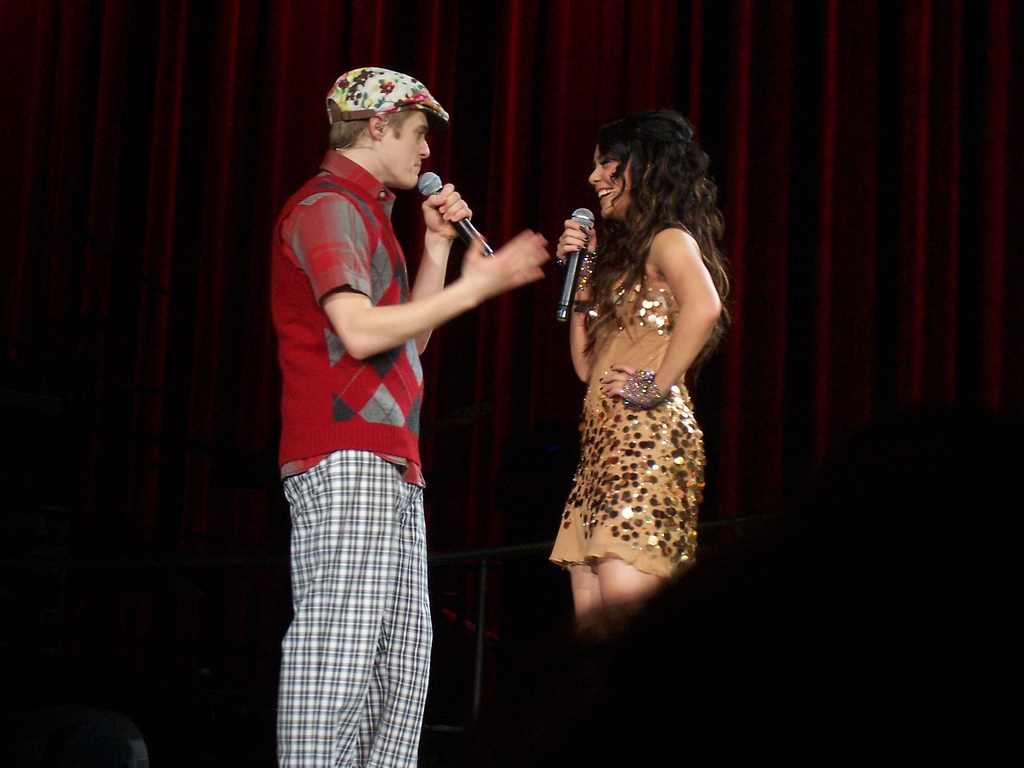
Grabeel e Vanessa Hudgens em High School Musical: The Concert

- 2006 - We're All In This Together[4] (com HSM)
- 2006 - What I've Been Looking For (com Ashley Tisdale)
- 2007 - Go the Distance
- 2007 - What Time Is It?[5] (com HSM)
- 2007 - You Got It
- 2007 -  Fabulous (com Ashley Tisdale)
- 2007 -  I Don't Dance[6] (com Corbin Bleu)
- 2008 -  Now or Never (com HSM)
- 2008 -  I Want It All (com Ashley Tisdale)
- 2008 -  A Night to Remember (com HSM)
- 2008 - Trash Talkin
- 2009 - High School Musical (com HSM)
- 2009 - Get Your Ass On
- 2009 - Outta My Head
- 2011 - Sunshine
- 2011 - Baby (Sharpay'S Adventure Fabulous/A Fabulosa Aventura De Sharpay)